# Купсола (Моркинский район)
 Купсола  (мар. куп сола́) — упразднённая деревня в Моркинском районе Республики Марий Эл. Входила в состав Шалинского сельского поселения. В 2023 году включена в состав деревни Большие Шали.

## География
Находится в юго-восточной части республики Марий Эл на расстоянии приблизительно 8 км по прямой на запад-юго-запад от районного центра посёлка Морки.

## История
Образована в начале XIX века как выселок. В 1825 году здесь насчитывалось 25 дворов, 74 души мужского пола. В 1895 году в выселке проживали 349 человек, мари. До революции 1917 года было построено две ветряные мельницы, которые работали до 1950-х годов. В 1924 году в деревне проживали 439 человек, в 1959 году 344. В 2004 году в деревне оставались 53 хозяйства. В советское время работали колхозы «Спартак» и «Родина».

## Население
| 2010 |
| ---- |
| 149  |

Население составляло 181 человек (мари 100 %) в 2002 году, 149 в 2010.